# 無宿人御子神の丈吉シリーズ
無宿人御子神の丈吉シリーズ（むしゅくにんみこがみのじょうきちシリーズ）は、笹沢左保原作の歴史小説を原田芳雄主演、池広一夫監督で映像化した時代劇映画シリーズ。東宝の製作配給で、1972年公開の『無宿人御子神の丈吉・牙は引き裂いた』を皮切りに翌年まで全3作品が製作された。
渡世人の世界でその名を知られ、恐れられている、さすらいの房州無宿人、御子神の丈吉の活躍を描いた作品である。

## 無宿人御子神の丈吉 牙は引き裂いた
1972年6月10日、88分。

### スタッフ
- 監督 : 池広一夫
- 音楽 : 渡辺岳夫
- 脚本 : 石松愛弘、池広一夫
- 撮影 : 宮川一夫、市原康至
- 編集 : 諏訪三千男

### 配役
- 原田芳雄 : 御子神の丈吉
- 中村敦夫 : 疾風の伊三郎
- 峰岸隆之介 : 国定忠治
- 北林早苗 : お絹
- 松尾嘉代 : お千加
- 楠田薫 : お袖
- 水原麻記 : お妻
- 菅貫太郎 : 松次郎
- 花澤徳衛 : 銀蔵
- 沢村いき雄 : 盛作
- 橋本力 : 権太
- 阿藤海 : 伝三郎
- 清水元 : 高砂屋徳太郎
- 十朱久雄 : 加賀屋仙左衛門
- 上野山功一 : 半次
- 伊達三郎 : 勘助
- 南原宏治 : 九兵衛
- 内田良平 : 長五郎

### 倂映作品
- 『影狩り』: 舛田利雄監督作品、石原裕次郎主演

## 無宿人御子神の丈吉 川風に過去は流れた
1972年10月10日公開、80分。

### スタッフ
- 監督 : 池広一夫
- 音楽 : 渡辺岳夫
- 脚本 : 石松愛弘、池広一夫
- 撮影 : 宮川一夫
- 編集 : 諏訪三千男

### 配役
- 原田芳雄 	御子神の丈吉
- 中村敦夫 : 疾風の伊三郎
- 峰岸隆之介 : 国定忠治
- 市原悦子 : お加代
- 中野良子 : お雪
- 井上昭文 : 開雲の長五郎
- 内田朝雄 : 韮崎の重三郎
- 菅貫太郎 : 巳之吉
- 早川雄三 : 榎松
- 長谷川明男 : 清蔵
- 内藤武敏 : 矢代の梅蔵
- 加村赳夫 : 銀次
- 梅津栄 : 源太
- 大林丈史 : 甚八
- 木村元 : 留造
- 安部徹 : 松戸の助三郎
- 加藤嘉 : 流山の吾助

### 倂映作品
- 『影狩り ほえろ大砲』: 舛田利雄監督作品

## 無宿人御子神の丈吉 黄昏に閃光が飛んだ
1973年6月9日、83分。

### スタッフ
- 監督 : 池広一夫
- 音楽 : 渡辺岳夫
- 脚本 : 永原秀一、池広一夫
- 撮影 : 岡崎宏三
- 編集 : 諏訪三千男

### 配役
- 原田芳雄 	御子神の丈吉
- 夏八木勲 : 風車の小文治
- 安田道代 : お八重
- 小川節子 : お春
- 高森玄 : 佐平
- 伊海田弘　：新八
- 笠原玲子 : お千代
- 石矢博 : 番頭
- 北浦昭義 : 村松源三郎
- 田中浩 : 浪人
- 北九州男 : 非人
- 阿藤海 : 渡世人・兄貴分
- 三角八郎 : 小助
- 石橋蓮司 : 多助
- 鈴木瑞穂 : 下初雁の唐蔵

### 倂映作品
- 『ゴキブリ刑事』: 小谷承靖監督作品